# سارات بابو
سارات بابو (انگلیسی: Sarath Babu؛ زادهٔ 31 july 1951) هنرپیشه اهل هند است.
از فیلم‌ها یا برنامه‌های تلویزیونی که وی در آن نقش داشته‌است می‌توان به سواتی موتیام اشاره کرد.
وی همچنین برندهٔ جوایزی همچون جایزه ناندی شده‌است.

## فیلم‌شناسی
فهرست برخی از فیلم‌هایی که سارات بابو در آنها به ایفای نقش پرداخته‌است:
- سواتی موتیام
- مجرم
- شوهر دوست‌داشتنی
- بالا ناگاما
- شوک
- آسترام
- پیوستن به اقیانوس
- موتو
- او با قانون آمد
- گیتا جدید
- آقای وکیل
- خوش آمدی
- شجاعت
- ناگاوالی
- قلب را نیشگون نگیرید
- شیردی سای
- بازی
- بابا